# أكار علي
أكار علي صالح صالح (مواليد 1990) هو لاعب شطرنج عراقي. حصل على لقب أستاذ الاتحاد الدولي للشطرنج عام 2011. 

## مسيرة الشطرنج
مثّل العراق في العديد من أولمبياد الشطرنج، بما في ذلك عام 2012 (4/9 على اللوح الرابع),  و2014 (3½/11 على اللوحة الأولى)  و 2016 (4/9 على اللوحة الثالثة). 
تأهل إلى كأس العالم للشطرنج 2021، حيث هُزم 2-0 أمام ألكسندر أونيشوك في الدور الأول. 